# Mikrogeophagus ramirezi
Mikrogeophagus ramirezi, conosciuto comunemente come Ciclide nano di Ramirez, è un pesce d'acqua dolce appartenente alla famiglia Cichlidae.

## Distribuzione e habitat
Diffuso nel bacino idrografico dell'Orinoco, fino alla fine del XX secolo si credeva vivesse nei corsi d'acqua delle foreste pluviali. Oggi si sa che vive soltanto nelle acque dolci che scorrono lungo le praterie di Venezuela e Colombia o almeno questi sono i più diffusi

## Descrizione
Il corpo frontalmente è piuttosto alto, compresso ai fianchi. Il profilo laterale è ovaloide, con un tozzo peduncolo caudale. La pinna dorsale, alta e lunga, ha i primi raggi allungati. Le pinne ventrali sono appuntite, l'anale è allungata. La livrea è sgargiante e molto varia, esistono alcune varianti: solitamente la testa e la zona delle branchie è giallo-verde con riflessi color pesca, il ventre rossastro, il resto del corpo verde-azzurro puntinato d'azzurro chiaro. L'occhio, che è rosso, è attraversato da una linea curva nera che parte dalla testa e finisce alla gola. I primi raggi della pinna dorsale sono neri, così come la radice della pinna e parte del dorso e dei fianchi, tappezzati da 2 o più macchie nere e bianche, più piccole. Le pinne ventrali hanno una colorazione varia: dal nero al bluastro, al rosso violetto. Le altre pinne sono azzurrine o rosate, marezzate da piccole macchie azzurre.

Raggiunge una lunghezza di 7–9 cm.

### Varietà

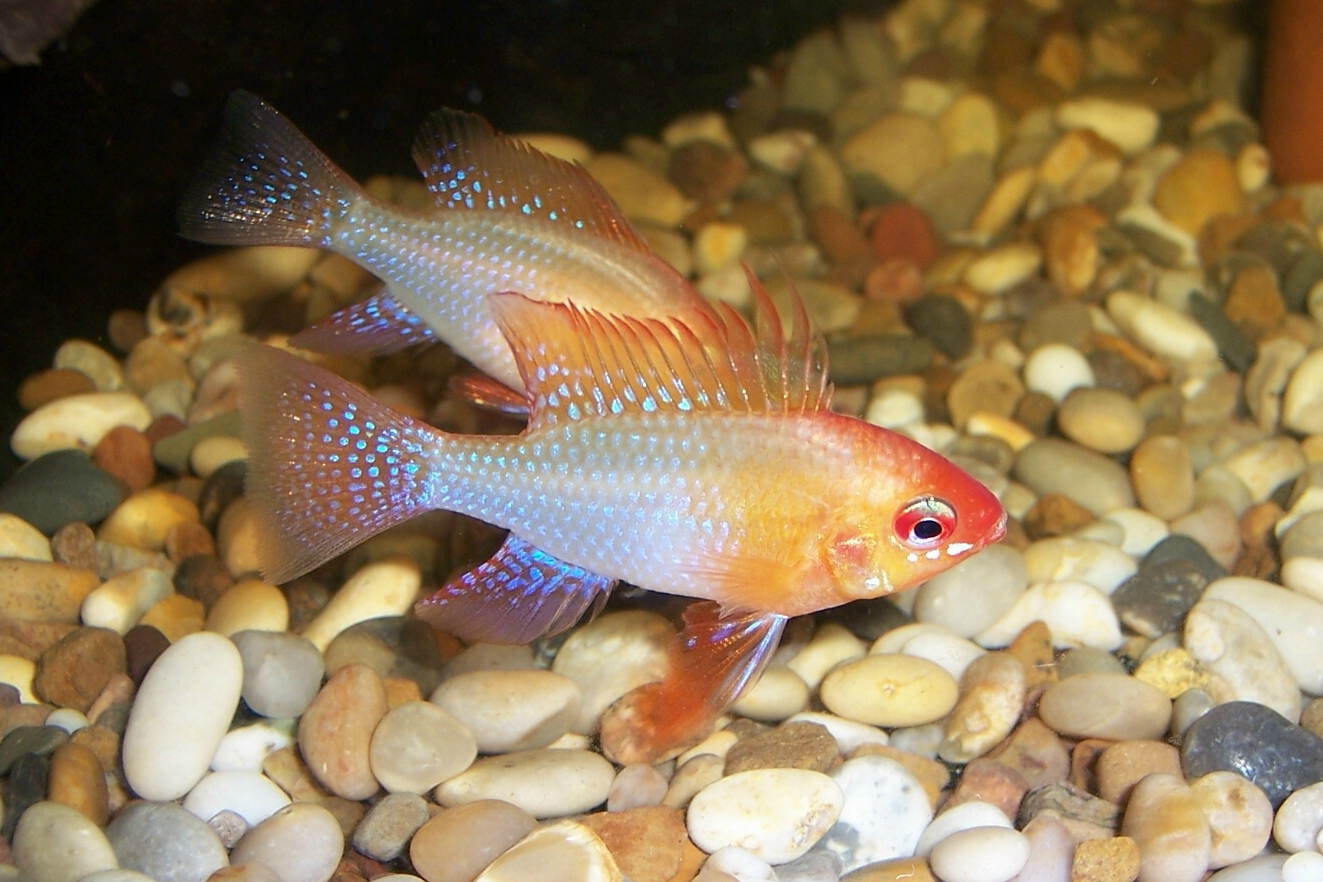
Varietà Gold

Diffusa in commercio vi è anche una varietà dalla colorazione più tenue senza chiazze nere: conosciuta come "Gold" è una colorazione creata attraverso una forte selezione, che spesso porta anche alla perdita delle capacità di svolgere le cure parentali tipiche dei ciclidi.
Fra le altre varietà selezionate in allevamento e con i problemi detti sopra sono la "pinne a velo" (gold e blue) e la "baloon".

## Riproduzione
Come tutti i Ciclidi sono ovipari. La femmina cura le uova e le larve.

## Acquariofilia
Diffusosi velocemente negli acquari di tutto il mondo, il suo allevamento è spesso sottovalutato e considerato molto semplice: in realtà è un pesce piuttosto esigente. Tuttavia è considerato un pesce semplice da riprodurre per gli appassionati di ciclidi. È allevato per studi etologici.